# Bjørn Møller Ochsner
Pour les articles homonymes, voir Ochsner.
Bjørn Møller Ochsner est un joueur d'échecs danois né le 23 octobre 1994 à Aarhus au Danemark, grand maître international et champion du Danemark en 2018.
Au 1er novembre 2023, il est le 3e joueur danois avec un classement Elo de 2 534 points.

## Biographie et carrière
Grand maître international depuis 2023, Bjørn Møller Ochsner a remporté e championnat du Danemark  2018.
Bjørn Møller Ochsner a représenté le Danemark lors de l'olympiade d'échecs de 2018 à Batoumi (6 points sur 9 marqués au troisième échiquier) et lors  des championnats d'Europe par équipes nationales de 2015 et 2017.
En août 2021, il finit 1er-3e du Challenge  de Copenhague.
En novembre 2022, il remporta l'open GoAudit de Copenhague avec 6 points sur 7.
En décembre 2022, il gagne le 2e open international de Tours avec 7,5 points sur 9.